# Powertower

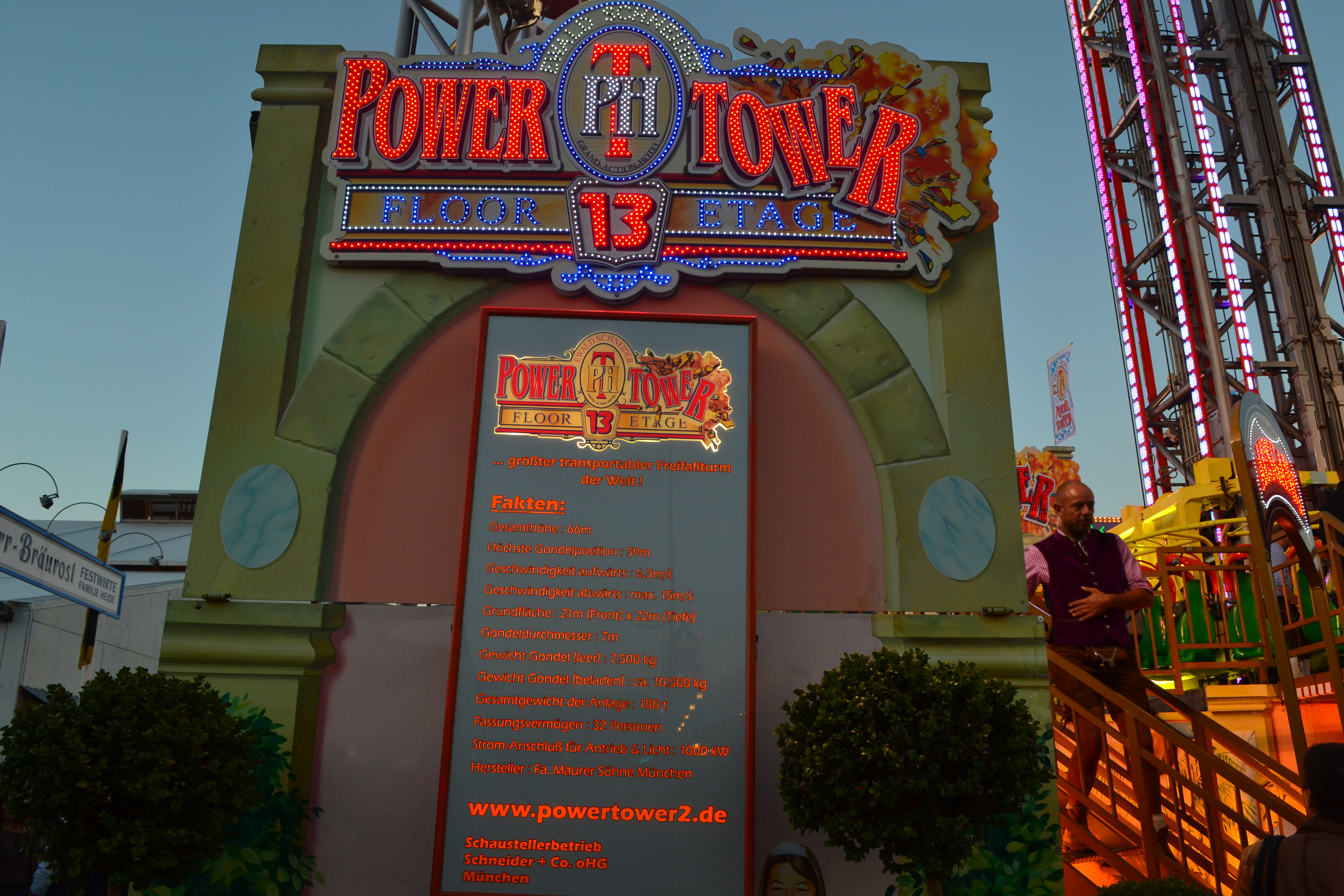
A Powertower adatai

A Powertower egy hordozható acél szabadesés-torony. Magassága 66 méter, ami felér egy 13 emeletes lakóházzal. Egy darab harmincfős gondola tartozik hozzá. Napjainkban a legnagyobb és legmagasabb hordozható szabadesés-torony a világon. Teljes tömege 180 tonna, teljesítménye világítással együtt 1000 kW.

## Működése
A kör alakú gondolába egyszerre maximum 32 fő ülhet, akiket egy felülről lecsukható pánttal rögzítenek. A lábak között egy további rögzítőelem van. Az ülések úgy vannak kialakítva, hogy a lábak szabadon lóghatnak. Majd a sikeres rögzítés után a látogatókat felviszik a gondolával együtt a torony tetejére, ahonnan a gondolával együtt lezuhannak. A toronyban drótkötelek vannak, amelyek a kabint a becsapódás előtt lefékezik. Egy menet több zuhanásból áll.
A Powertower a müncheni Oktoberfest állandó látványossága.